# Limnarchia
Limnarchiens
Clade
Taxons de rang inférieur
- † Dvinosauria
- † Stereospondylomorpha

Les Limnarchiens (Limnarchia) forment un clade de temnospondyles comprenant les dvinosauriens et les stéréospondylomorphes.

## Étymologie
Limnarchia signifie « gouverneurs de lacs » en grec ancien, en référence à leurs modes de vie aquatiques et à leur longue existence sur une période d'environ 200 millions d'années, du Pennsylvanien au Crétacé inférieur.

## Description
Alors que de nombreux euskéliens étaient adaptés à la vie sur terre avec des membres solides et des écailles osseuses, la plupart des limnarchiens étaient mieux adaptés à l'eau avec des membres mal développés et des systèmes sensoriels de ligne latérale dans leurs crânes.

## Classification
En termes phylogénétiques, Limnarchia est un taxon à base de tige comprenant tous les temnospondyles plus étroitement liés à Parotosuchus qu'à Eryops. Il s'agit du groupe frère du sous-ordre des Euskelia, qui est tous des temnospondyles plus étroitement liés à Eryops qu'à Parotosuchus[pas clair]. Les limnarchiens représentent une radiation évolutive des temnospondyles dans les environnements aquatiques, tandis que les euskéliens représentent une radiation dans les environnements terrestres.